# Modellfabrik

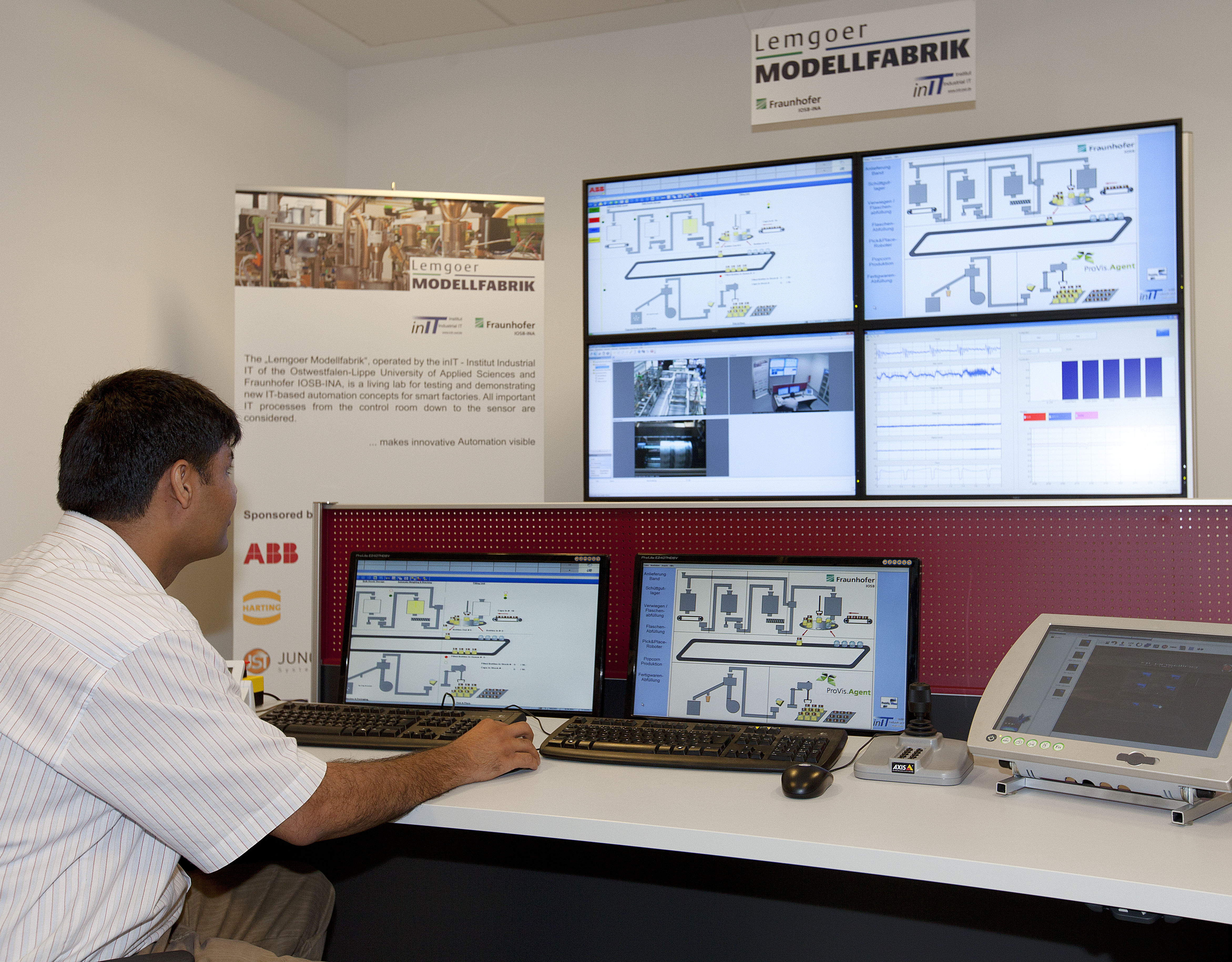
Leitstand der SmartFactoryOWL in Lemgo (2010)

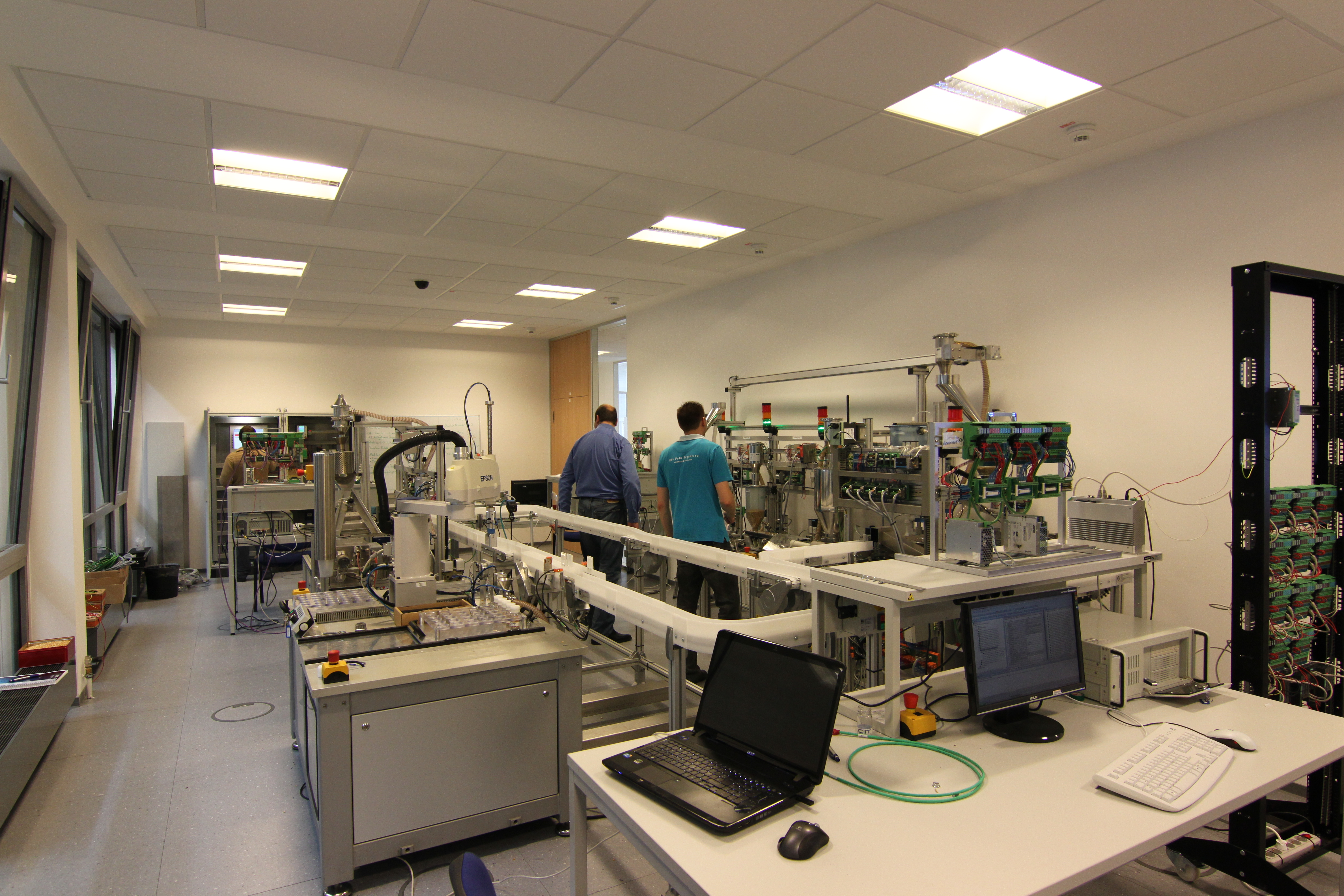
Produktionsprozess der Lemgoer Modellfabrik (2010)

Unter einer Modellfabrik wird die Nachbildung der Produktionstechnik eines produzierenden Unternehmens oder eines anderen technischen Prozesses im Labormaßstab oder eine Fabrik mit Modellcharakter verstanden.  Modellfabriken werden sowohl in der Forschung als auch in der Ausbildung in den Fachgebieten Mechatronik, Maschinenbau, Verfahrenstechnik oder Automatisierungstechnik eingesetzt. Die in einer Modellfabrik eingesetzten Systemkomponenten (Hard- und Software), wie Leitsysteme, Bediengeräte, Steuerungen, Sensoren, Aktoren, Roboter, industrielle Kommunikationssysteme, sind häufig Standardprodukte unterschiedlicher Hersteller.
Betrachtet man eine Modellfabrik hinsichtlich der zu realisierenden Typen von Produktionsprozessen (Fließprozesse, Folgeprozesse und Stückprozesse), so kann die Modellfabrik unterschiedlich strukturiert sein:
1. Realisierung verschiedener Typen von Produktionsprozessen in unterschiedlichen Teilanlagen,
2. Realisierung eines hybriden Produktionsprozesses mit allen Typen von Produktionsprozessen in einer durchgängigen Anlage.

Modellfabriken des Typs 2 spielen insbesondere dann eine Rolle, wenn Trends in der hybriden Automatisierung als Zusammenlegung von Fertigungsautomatisierung und Prozessautomatisierung abgebildet werden sollen. Prägnante Beispiele dafür sind die Nahrungs-, Genussmittel- und Pharmaindustrie. Auch die Erprobung und Demonstration der zunehmenden Informatisierung der Produktionstechnik, in der Hightech-Strategie der Bundesregierung als Industrie 4.0 bezeichnet, ist ein wichtiges Handlungsfeld von Modellfabriken.
Verschiedentlich bezeichnet man eine Modellfabrik auch als „Konzeptfabrik“ oder im Zusammenhang mit Industrie 4.0 auch Smart Factory, insbesondere dann, wenn die innovativsten Komponenten eingesetzt sind und im Forschungsbetrieb neuartige Verfahren und Methoden mit der Modellfabrik untersucht, getestet und demonstriert werden sollen.
Ein wesentliches Kriterium für den Einsatz einer Modellfabrik für Forschung und Lehre ist ihr Aufbau mit industrieüblichen Komponenten. Erst damit kann durch eine Modellfabrik die reale Produktionswelt vollständig abgebildet werden. Sie unterscheidet sich damit auch von anderen Modellanlagen, in denen häufig aus Kostengründen nicht-industrieübliche Technik (z. B. Lego, Fischertechnik) eingesetzt ist.
Der Einsatz einer Modellfabrik kann sehr unterschiedliche Zielsetzungen verfolgen:
- Ausbildung in der Automatisierungstechnik an industrieüblichen Komponenten und einem hinreichend komplexen beispielhaften Prozess
- Effiziente Arbeitsorganisation, etwa durch geeignete Anordnung von Montagesystemen (manuelle und automatisierte Stationen).
- Erprobung und Demonstration neuer Automatisierungssystemkonzepte und echtzeitfähiger Systemtechnologien in Form eines Living Labs.